# داگ هاچیسن
داگ هاچیسن (به انگلیسی: Doug Hutchison؛ زادهٔ ۲۶ مهٔ ۱۹۶۰) بازیگر و تهیه‌کنندهٔ اهل ایالات متحده آمریکا است که از سال ۱۹۸۸ میلادی تاکنون، مشغول فعالیت بوده‌است. وی عمدتا به خاطر بازی در نقش پرسی در فیلم مسیر سبز (۱۹۹۹) شناخته می‌شود.
از جمله فیلم‌هایی که وی در آن‌ها نقش داشته‌است، می‌توان به زمانی برای کشتن، بتمن و رابین، مسیر سبز، طعمه، من سم هستم، دریای سالتون و مجازاتگر: منطقه جنگی اشاره کرد.
هاچیسن همچنین در سریال‌هایی نظیر پرونده‌های ایکس، سی‌اس‌آی، لاست و ۲۴ حضور داشته‌است.

## فیلم‌شناسی

### سینما
| سال تولید | نام                         | کارگردان       |
| ۱۹۸۸      | اسب‌های تازه نفس             | دیوید آنسپا    |
| ۱۹۹۲      | مرد چمن‌زن                   | برت لنرد       |
| ۱۹۹۶      | زمانی برای کشتن             | جوئل شوماخر    |
| ۱۹۹۷      | بتمن و رابین                | جوئل شوماخر    |
| ۱۹۹۷      | هواپیمای محکومین            | سایمون وست     |
| ۱۹۹۹      | مسیر سبز                    | فرانک دارابونت |
| ۲۰۰۰      | شفت                         | جان سینگلتون   |
| ۲۰۰۰      | طعمه                        | آنتون فوکوآ    |
| ۲۰۰۱      | من سم هستم                  | جسی نلسون      |
| ۲۰۰۲      | عمل بد                      | باب رافلسون    |
| ۲۰۰۲      | دریای سالتون                | دی جی کاروسو   |
| ۲۰۰۸      | مجازاتگر: منطقه جنگی        | لکسی الکساندر  |
| ۲۰۰۹      | روزگارشان را سیاه کن، مالون | راسل مالکهی    |
| --------- | --------------------------- | -------------- |

### تلویزیون
| سال تولید | نام                             |
| ۱۹۹۴–۱۹۹۳ | پرونده‌های ایکس                  |
| ۲۰۰۲      | سی‌اس‌آی                          |
| ۲۰۰۴      | نظم و قانون: واحد قربانیان ویژه |
| ۲۰۰۴      | سی‌اس‌آی: میامی                   |
| ۲۰۰۷–۲۰۰۶ | گروگان                          |
| ۲۰۰۹–۲۰۰۷ | لاست                            |
| ۲۰۱۰      | ۲۴                              |
| ۲۰۱۱      | به من دروغ بگو                  |
| ۲۰۱۹      | آی‌زامبی                         |
| --------- | ------------------------------- |